# Вулиця Української Повстанської Армії
Ву́лиця Української Повстанської Армії — одна із вулиць Полтави, розташована у Київському районі. Пролягає від вулиці Соборності до вулиці Олеся Гончара. До вулиці прилучаються вулиці Капітана Володимира Кісельова, Юліана Матвійчука, провулок Братів Шеметів, вулиці Шевченка, Коцюбинського, Мироненка. На відрізку вулиці впродовж будинку №29 (близько 90 метрів) немає дороги для проїзду автотраспорту. Довжина вулиці — 1,14 км.
Вулиця вперше зустрічається на планах міста з 1877 року, за якими передбачалося забудувати територію між Огнівкою та передмістям Новоселівка. Як свідчить план 1900 року, вона була прокладена частково на відтинку між вулицею Загородньою та Ново-Полтавською (тепер вулиці Капітана Володимира Кісельова і Шевченка). Сформувалася у 20-х роках XX століття після прокладення по ній залізничної колії від станції Полтава-Київська до військових складів біля так званих «Красних казарм» у районі вулиці Остапа Вишні. У кінці вулиці у 1941 році завершено будівництво 2—3-х поверхових будинків міської дезинфекційної та обласної санітарно-епідемічної станції. Починаючи з 50-х років XX століття ведеться комплексна багатоповерхова забудова.

## Історія
19 травня 2023 року Полтавська міська рада перейменувала вулицю Ватутіна на честь Української повстанської армії.
9 червня 2023 року меморіальну дошку Ватутіну демонтовано.
27 липня 2023 року демонтували погруддя Миколі Ватутіну.